# مطار عنتيبي الدولي
مطار عنتيبي الدولي (إياتا: EBB، إيكاو: HUEN) هو المطار الدولي الوحيد في أوغندا. يقع على بعد حوالي 6 كيلومترات (3.7 ميل) جنوب غرب مدينة عنتيبي، على شاطئ بحيرة فيكتوريا الشمالية. على بعد ما يقرب 40 كيلومترا (25 ميلا) جنوب غرب كامبالا، عاصمة أوغندا.

## شركات الطيران

### الركاب
| شركـات طيـران                   | الوجهات |
| ------------------------------- | --- |
| Aerolink Uganda                 | Bugungu، Chobe، Kasese، Kidepo، Kihihi، Kisoro، Kisumu، Masai Mara ‏، Mweya، Pakuba، Semliki |
| العربية للطيران                 | مطار الشارقة الدولي |
| الخطوط الجوية التنزانية         | مطار جوليوس نيريري، مطار كليمنجارو الدولي |
| إير لينك                        | مطار أوليفر ريجنالد تامبو |
| أوريك للطيران                   | Seronera |
| خطوط بروكسل الجوية              | مطار بروكسل الدولي1 |
| إيغل إير (أوغندا)               | Arua، مطار ياي عارض: Apoka، Ishasha، Kasese، Kisoro، Mweya، Pakuba، Semliki، Soroti |
| مصر للطيران                     | مطار القاهرة الدولي |
| طيران الإمارات                  | مطار دبي الدولي |
| الخطوط الجوية الإثيوبية         | مطار أديس أبابا بولي الدولي، مطار جوبا |
| فلاي دبي                        | مطار دبي الدولي |
| Fly-SAX                         | مطار جومو كينياتا الدولي |
| Golden Wings Aviation           | مطار جوبا |
| جامبو جيت                       | مطار جومو كينياتا الدولي |
| الخطوط الجوية الكينية           | مطار بانغي مبوكو الدولي، مطار كيغالي الدولي، مطار جومو كينياتا الدولي |
| الخطوط الجوية الملكية الهولندية | مطار سخيبول أمستردام2 |
| بريسيجن إير                     | مطار جوليوس نيريري |
| الخطوط الجوية القطرية           | مطار حمد الدولي |
| الخطوط الجوية الرواندية         | مطار جوبا، مطار كيغالي الدولي، مطار جومو كينياتا الدولي |
| الخطوط السعودية                 | مطار الملك خالد الدولي |
| تاركو للطيران                   | مطار جوبا، مطار الخرطوم الدولي |
| الخطوط الجوية التركية           | مطار إسطنبول الدولي3 |
| الخطوط الجوية الأوغندية         | مطار بوجومبورا الدولي، مطار جوليوس نيريري، مطار دبي الدولي، مطار أوليفر ريجنالد تامبو، مطار جوبا، مطار كليمنجارو الدولي، مطار ندجيلي، مطار آدم عبد الله الدولي، مطار موي الدولي، مطار جومو كينياتا الدولي، مطار عبيد أماني كرومي الدولي |

ملاحظات:
- ^1: تتوقف رحلات خطوط بروكسل الجوية في كيغالي أو بوجومبورا.[23] ولكن لا تتمتع شركة الطيران بحقوق نقل الركاب فقط بين كيغالي أو بوجومبورا وعنتيبي.
- ^2: بالإضافة إلى الرحلات الجوية المباشرة، تتوقف بعض رحلات الخطوط الجوية الملكية الهولندية الواردة من أمستردام إلى عنتيبي في كيغالي. ولكن لا تتمتع شركة الطيران بحقوق نقل الركاب فقط بين كيغالي وعنتيبي.
- ^3: تتوقف رحلات الخطوط الجوية التركية في كيغالي. ولكن لا تتمتع شركة الطيران بحقوق نقل الركاب فقط بين كيغالي وعنتيبي.

| شركـات طيـران                         | الوجهات                                                       |
| ------------------------------------- | ------------------------------------------------------------- |
| الخدمة الجوية الإنسانية للأمم المتحدة | Bunia، مطار غوما، مطار جوبا، Kisangani، مطار لوبومباشي الدولي |

### الشحن
| شركـات طيـران                         | الوجهات                                                            |
| ------------------------------------- | ------------------------------------------------------------------ |
| Astral Aviation                       | مطار جومو كينياتا الدولي                                           |
| BidAir Cargo                          | مطار أوليفر ريجنالد تامبو                                          |
| مصر للطيران للشحن                     | مطار القاهرة الدولي، مطار الشارقة الدولي                           |
| الإمارات للشحن الجوي                  | مطار آل مكتوم الدولي                                               |
| الخطوط الجوية الإثيوبية               | مطار أديس أبابا بولي الدولي                                        |
| الاتحاد للطيران                       | مطار أبو ظبي الدولي                                                |
| الخطوط الجوية القطرية                 | مطار بروكسل الدولي، مطار حمد الدولي، مطار جومو كينياتا الدولي      |
| Stabo Air                             | مطار أوليفر ريجنالد تامبو، مطار لييج                               |
| Uganda Air Cargo                      | مطار دبي الدولي، مطار فرانكفورت، مطار أوليفر ريجنالد تامبو         |
| Chapman Freeborn                      | مطار أوليفر ريجنالد تامبو، مطار جومو كينياتا الدولي، Ostend/Bruges |
| الخطوط الجوية التركية                 | مطار إسطنبول الدولي، مطار جومو كينياتا الدولي                      |
| الخدمة الجوية الإنسانية للأمم المتحدة | مطار ليوناردو دا فينشي                                             |

## الإحصائيات
شاهد source Wikidata query and sources.
| السنة | الركاب    | التغير |
| ----- | --------- | ------ |
| 1991  | 118,527   |        |
| 1992  | 130,704   | +10.3% |
| 1993  | 148,502   | +13.6% |
| 1994  | 191,706   | +29.1% |
| 1995  | 254,335   | +32.7% |
| 1996  | 296,778   | +16.7% |
| 1997  | 326,265   | +9.9%  |
| 1998  | 334,681   | +2.6%  |
| 1999  | 344,686   | +3.0%  |
| 2000  | 343,846   | -0.2%  |
| 2001  | 343,722   | 0.0%   |
| 2002  | 362,075   | +5.3%  |
| 2003  | 416,697   | +15.1% |
| 2004  | 475,726   | +14.2% |
| 2005  | 551,853   | +16.0% |
| 2006  | 643,330   | +16.6% |
| 2007  | 781,428   | +21.5% |
| 2008  | 936,184   | +19.8% |
| 2009  | 929,052   | –0.8%  |
| 2010  | 1,023,437 | +10.2% |
| 2011  | 1,085,609 | +6.1%  |
| 2012  | 1,238,536 | +14.1% |
| 2013  | 1,343,963 | +8.5%  |
| 2014  | 1,332,499 | -0.9%  |
| 2015  | 1,390,000 | +4.3   |
| 2016  | 1,420,000 | +2.2%  |
| 2017  | 1,650,000 | +16.2% |
| 2018  | 1,840,264 | +11.5% |
| 2019  | 1,980,000 | +7.6%  |
| 2020  | 565,541   | -71.4% |
| 2021  | 941,688   | +66.5% |
| 2022  | 1,574,405 | +67.2% |

## وصلات خارجية
- حالة الطقس في مطار عنتيبي الدولي.NWS
- تاريخ الحوادث لـ (EBB) على شبكة سلامة الطيران.
- مطار إنتيبي